# Ігель
Ігель (нім. Igel) — громада в Німеччині, розташована в землі Рейнланд-Пфальц. Входить до складу району Трір-Саарбург. Складова частина об'єднання громад Трір-Ланд.
Площа — 7,30 км2. Населення становить 2092 ос. (станом на 31 грудня 2020).

## Галерея

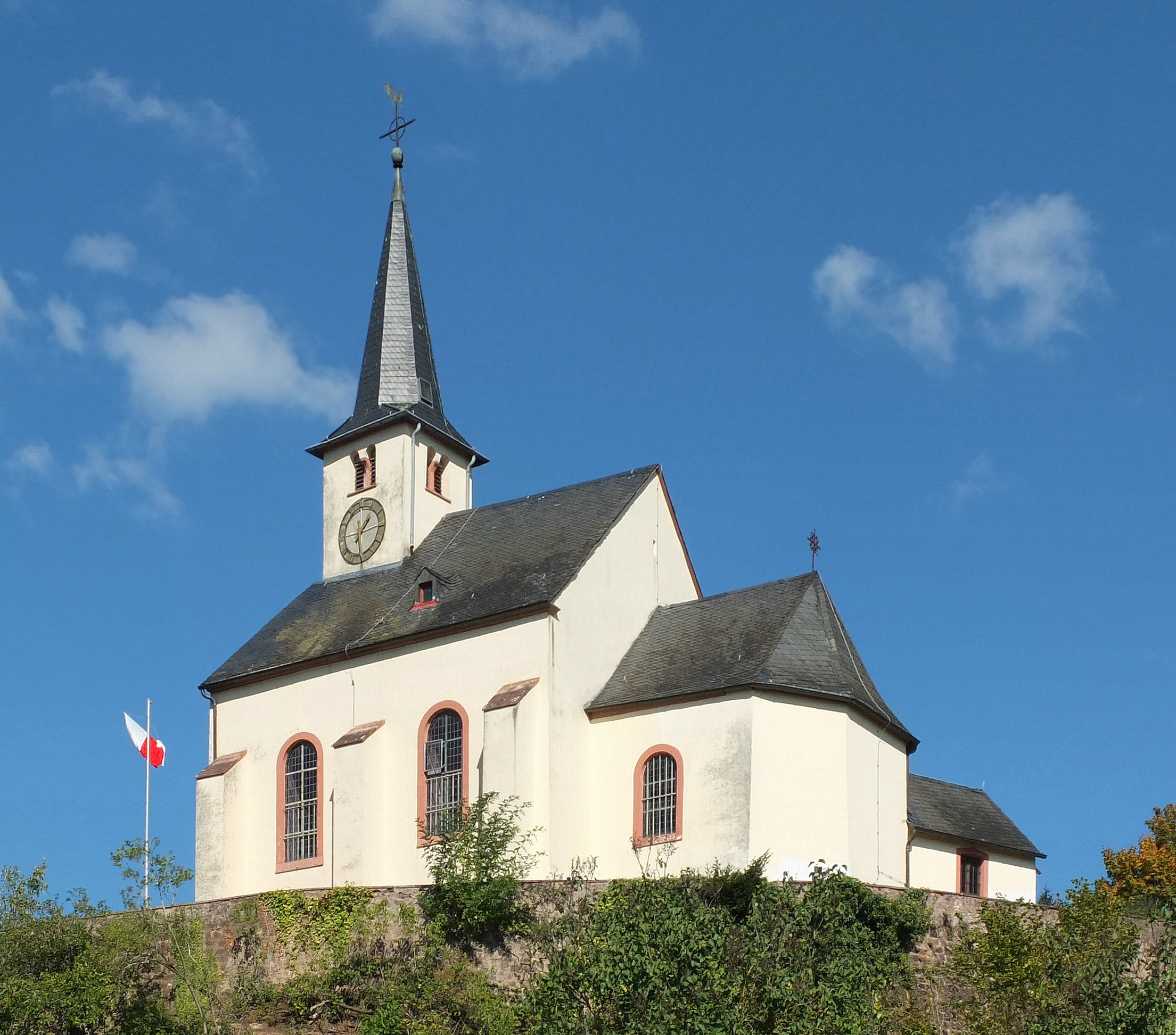
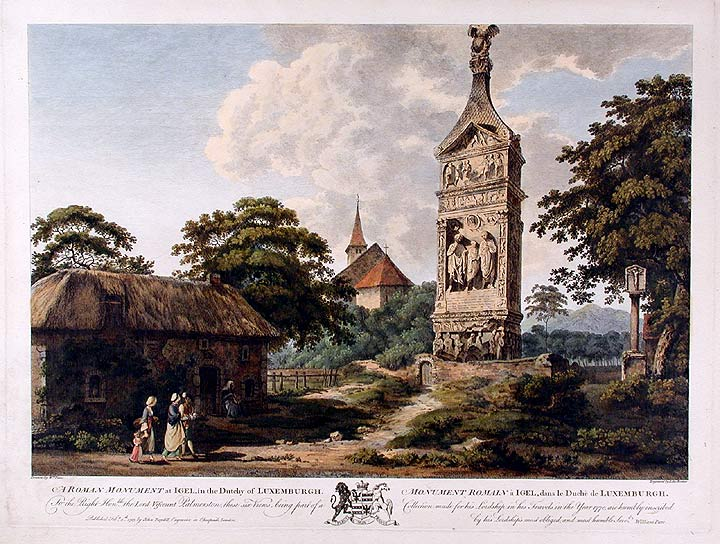
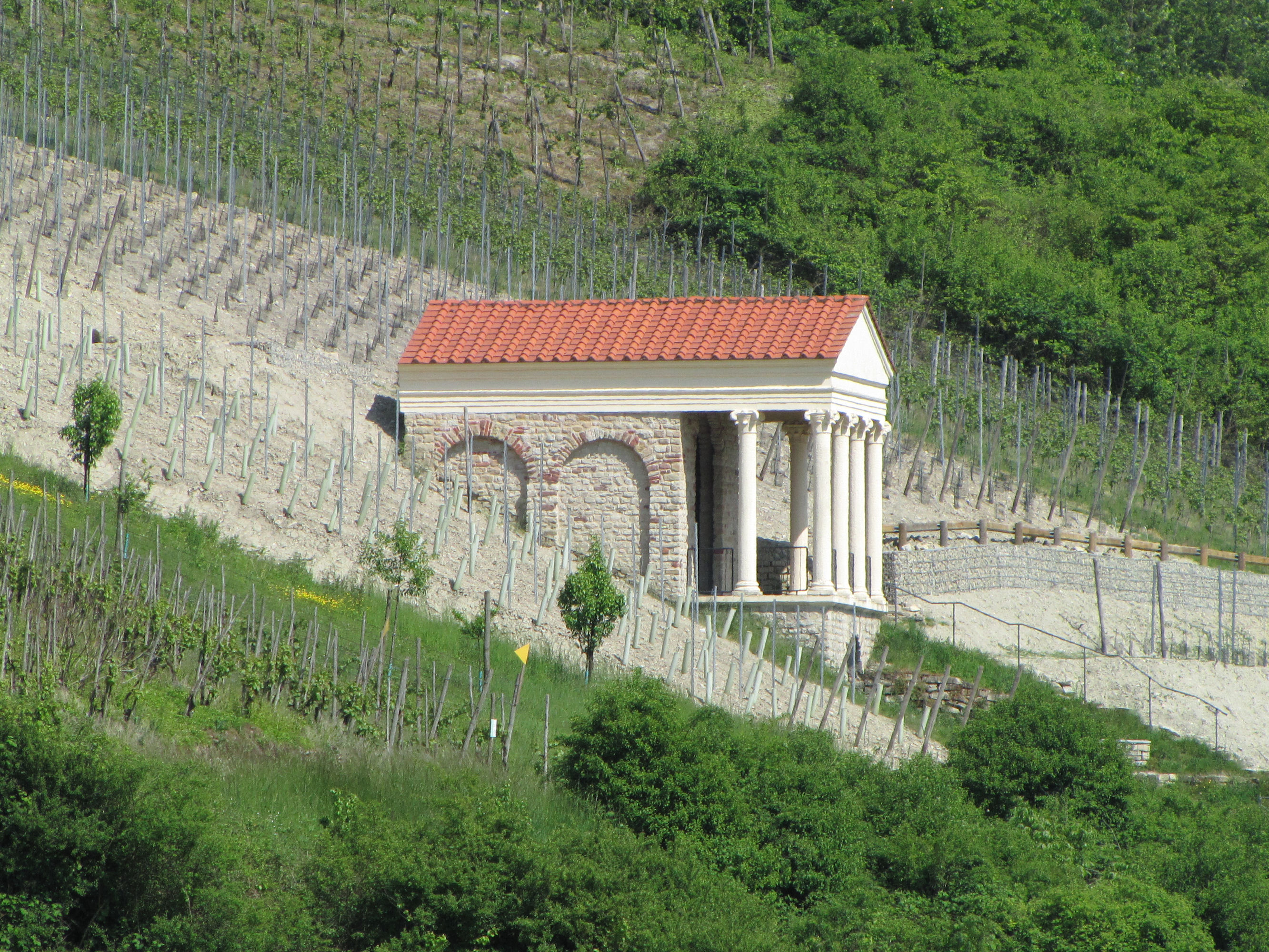
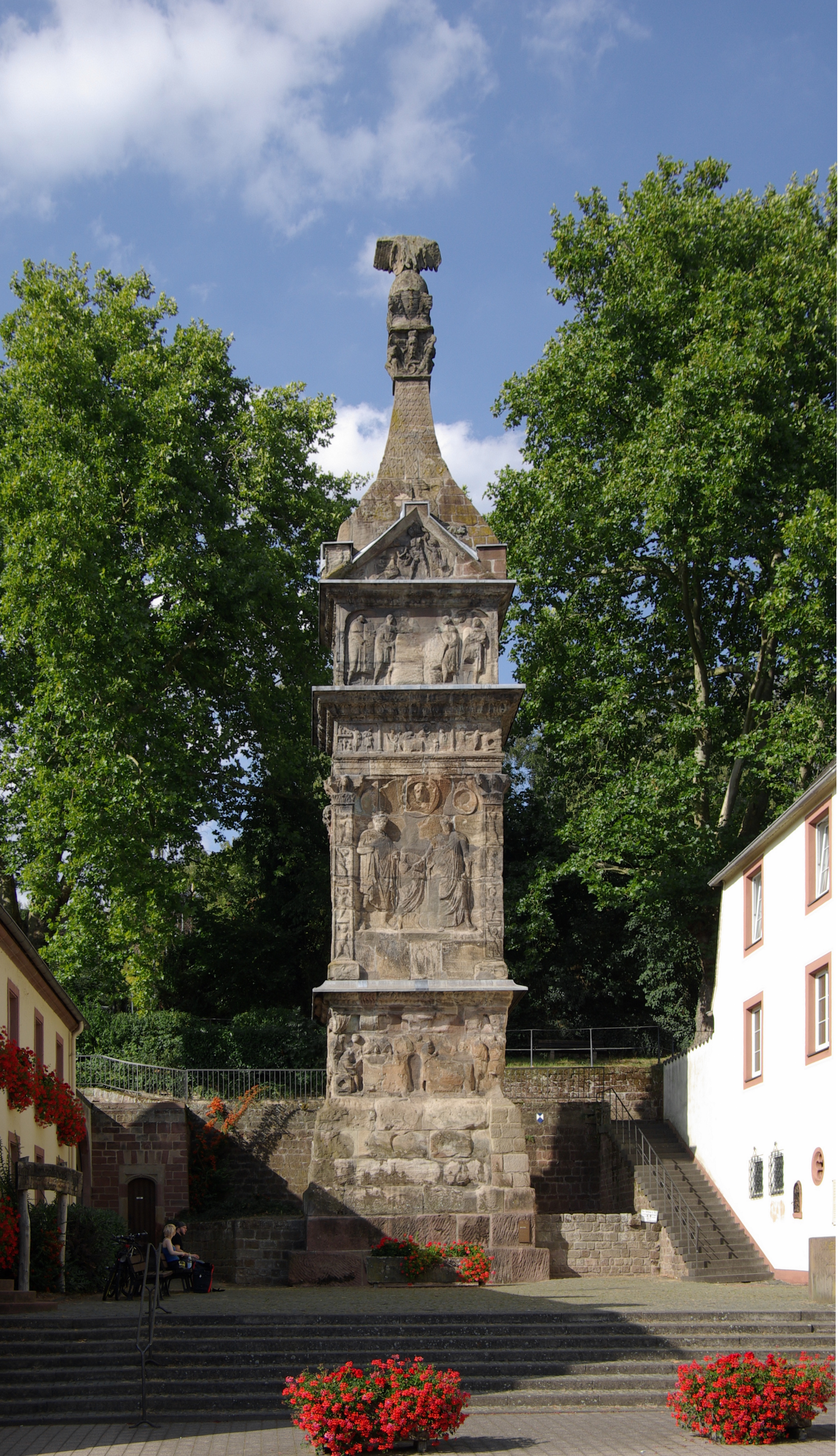
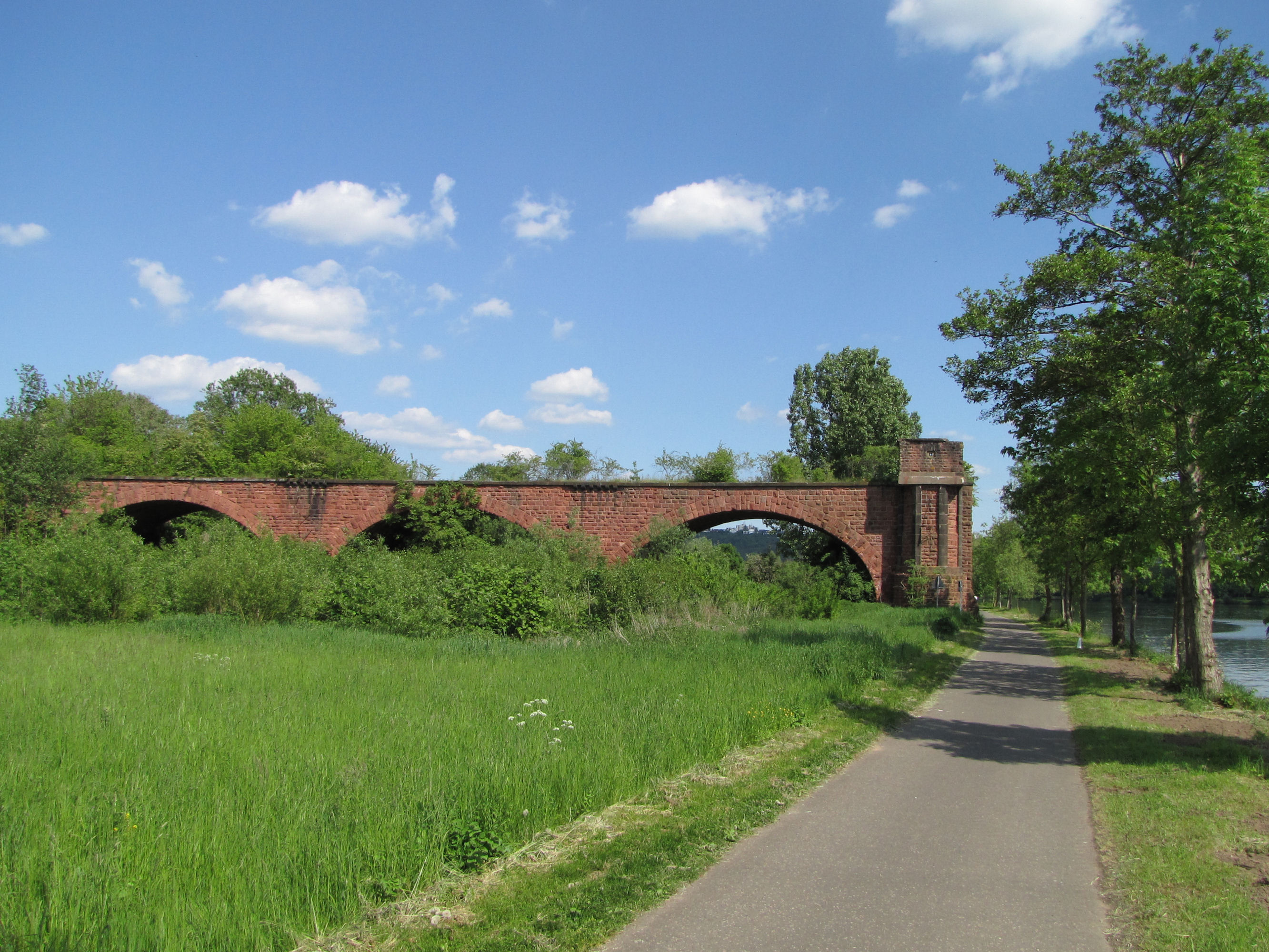